# Anthocharis scolymus
Anthocharis scolymus là một loài bướm ngày thuộc họ Pierinae, phân bố rộng rãi ở Đông Á. Đôi khi tìm thấy người ta thấy loài này ở Nhật Bản.

## Đặc điểm
Cánh trước của loài bướm này có đỉnh dài quá mức và cong hình lưỡi liềm. Cánh trên có màu trắng, cánh dưới có màu trắng xen với các vết đen. Phần cánh gần với thân của nó nhất có màu đen hẳn. Ở giống đực thường có các vết màu cam trên các đỉnh của hai cánh trước, ở giống cái thì đặc điểm này cũng có nhưng ít xuất hiện hơn.

## Đặc tính sống
Loài bướm này sống theo bầy đàn và sống ở các khu đầm lầy.

## Thức ăn
Ấu trùng của loài này ăn cải xoong.

## Hình ảnh

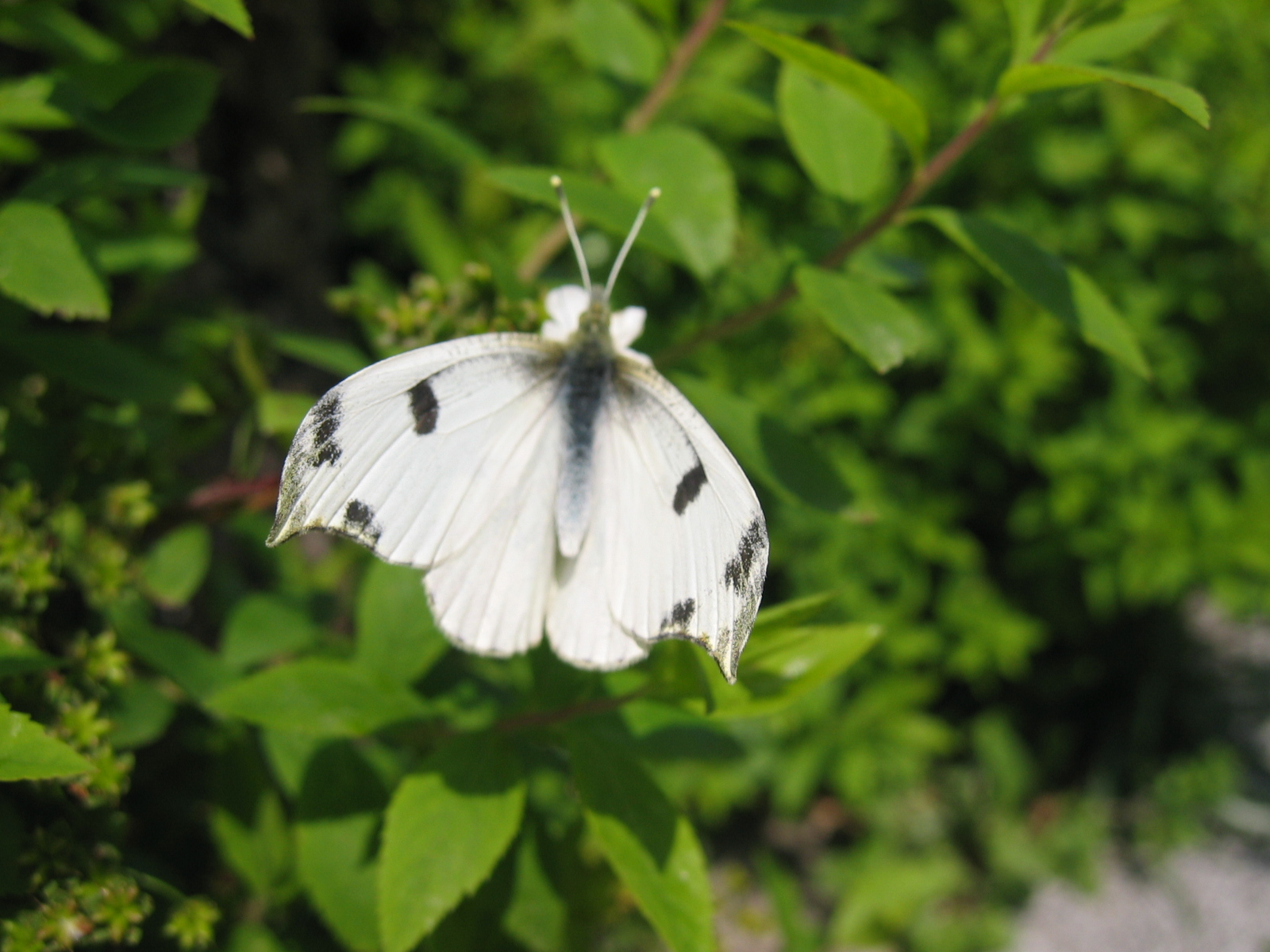